# Bastrup Sø
Bastrup Sø ligger i en øst-vestgående tunneldal syd for Lynge i den sydlige del af Nordsjælland. Søen er en del af det smeltevandsskabte system af dale og åse, der strækker sig fra Furesø og mod nordvest til Buresø. Centralt i dette landskab ligger Mølleåen, der starter ved afløbet fra den østlige ende af Bastrup Sø og har udløb i Øresund. Få hundrede meter vest for Bastrup Sø er der et vandskel, hvor vandet strømmer enten mod øst til Bastrup Sø, mod vest til Buresø eller mod syd til Damvad Å eller Bunds Å.
Passagen mellem Buresø og Bastrup Sø var i middelalderen en af de få passagemuligheder på tværs af ådalene på vejen mellem Roskilde og Helsingør. Lige nord for Bastrup Sø ligger ruinen Bastruptårnet.

## Naturbeskyttelse
Bastrup Sø ligger i naturfredningen Mølleåen - fra Burre Sø til Farum Sø og Natura 2000-område nr. 139 Øvre Mølleådal, Furesø og Frederiksdal Skov